# Лесные братья (Грузия)
Лесные братья (груз. ტყის ძმები) — вооружённое формирование, состоящее из этнических грузин, которое продолжило сопротивление абхазской стороне после вывода грузинских войск из Абхазии.
Лесные братья, наряду с другой партизанской группировкой под названием «Белый легион», продолжали партизанскую борьбу низкой интенсивности против Абхазии после подписания Московских соглашений в конце 1990-х и начале 2000-х. По данным МВД Грузии, под прикрытием партизанской борьбы, лесные братья занимались похищениями людей, контрабандой и другими преступлениями.
Группировка имела связи с Джабой Иоселиани и «Мхедриони».
До поражения в Шестидневной абхазской войне получала поддержку от МВД Грузии в виде оружия, медикаментов и пропитания.
Командиром лесных братьев был Дато Шенгелия, который распустил группировку после избрания Михаила Саакашвили президентом Грузии в январе 2004 года. 4 февраля 2004 года полиция арестовала многих лесных братьев в Зугдиди. 11 февраля Шенгелия заявил, что он достиг соглашения с министром внутренних дел Георгием Барамидзе — лесные братья, сложившие оружие будут амнистированы.
В декабре 2006 года Шенгелия был арестован за хранение героина и метадона и впоследствии осуждён на 24 года лишения свободы. Однако, он был освобождён в 2010 году из-за плохого здоровья.
22 февраля 2011 года в Гали на 25-й пятисторонней встрече в рамках механизма по предотвращению и реагированию на инциденты в зоне грузино-абхазского конфликта Абхазия потребовала экстрадиции Шенгелия для суда над ним за различные тяжкие преступления.